# Horitzó de Cauchy
En física, un horitzó de Cauchy és un límit de tipus lleuger del domini de validesa d'un problema de Cauchy (un problema de valor de límit particular de la teoria d'equacions en derivades parcials). Un costat de l'horitzó conté geodèsia espacial tancada i l'altre conté geodèsiques tancades a manera de temps. El concepte porta el nom d'Augustin-Louis Cauchy.
Sota la condició d'energia dèbil mitjana (averaged weak energy condition, AWEC), els horitzons de Cauchy són inherentment inestables. No obstant això, hi ha casos de violació de l'AWEC, com l'efecte Casimir causat per condicions de frontera periòdiques, i atès que la regió de l'espaitemps dins de l'horitzó de Cauchy té corbes tancades temporals, està subjecta a condicions de contorn periòdiques. Si podem suposar que l'espaitemps dins de l'horitzó de Cauchy viola l'AWEC, llavors l'horitzó s'estabilitza i els efectes d'augment de freqüència es cancel·len per la tendència de l'espaitemps a actuar com una lent divergent. Si aquesta conjectura es mostrés empíricament veritable, proporcionaria un contraexemple a la forta hipòtesi de censura còsmica.
L'exemple més simple és l'horitzó intern d'un forat negre de Reissner-Nordström.
Un cop passat l'horitzó d’esdeveniments no hi ha marxa enrere, ja que ni tan sols la llum és capaç de suportar l’atracció gravitatòria del forat negre. Però dins de l’horitzó d’esdeveniments encara és possible veure llum procedent de l'univers exterior (fins i tot si es doblega per la gravetat del forat negre). Un cop passat l’horitzó de Cauchy, fins i tot aquesta llum ja no es veurà. La llum es comporta de manera anormal a mesura que s'acosta a l’horitzó de Cauchy. Una hipòtesi de Jim Al-Khalili és que observaríem que la llum es desaccelera. Hipotèticament, la velocitat de l'univers sencer fora del forat s'acceleraria tant que, en cert sentit, podem mirar cap al futur. Observant des de l'exterior del forat negre, la llum semblaria estirada, és a dir, amb un color que tendeix al vermell. En canvi, apropant-se a l’horitzó de Cauchy, la llum apareixia progressivament cap al blau, amb freqüències cada vegada més grans. En realitat, això seria impossible per a un observador, ja que no només hauria de superar la forta força gravitatòria de les forces de marea i restar indemne després d’haver creuat l’horitzó d’esdeveniments, sinó també resistir una explosió de radiació que tendeix a l’infinit generada per la adquisició d'energia de la llum.
El 2018 es va demostrar que l'espaitemps darrere de l’horitzó de Cauchy d’un forat negre rotatiu i carregat existeix, però no és suau, de manera que la forta hipòtesi de censura còsmica és falsa.